# Sant Hipòlit de Voltregà
Sant Hipòlit de Voltregà är en kommun i Spanien.   Den ligger i provinsen Província de Barcelona och regionen Katalonien, i den östra delen av landet, 500 km öster om huvudstaden Madrid. Antalet invånare är 3 585. Arean är 0,90 kvadratkilometer. Sant Hipòlit de Voltregà gränsar till Les Masies de Voltregà.
Terrängen i Sant Hipòlit de Voltregà är platt.